# Tramo 20
Tramo 20 es una localidad argentina ubicada en el departamento Banda de la provincia de Santiago del Estero. Se encuentra en un camino que sale desde la localidad de Tramo 16, a 5 km de la misma.
Cuenta con una institución deportiva. En la localidad hay una estación mecanizada que cuenta con tractores que sirven de apoyo a la producción agrícola local.

## Población
Cuenta con 116 habitantes (Indec, 2010), lo que representa un descenso del 20% frente a los 145 habitantes (Indec, 2001) del censo anterior.
| Gráfica de evolución demográfica de Tramo 20 entre 1991 y 2010 |
|                                                                |
| Fuente: Censos nacionales del INDEC                            |